# (22035) 1999 XR170
(22035) 1999 XR170 è un asteroide troiano di Giove del campo greco. Scoperto nel 1999, presenta un'orbita caratterizzata da un semiasse maggiore pari a 5,189277 UA e da un'eccentricità di 0,097109, inclinata di 16,469160° rispetto all'eclittica. Ha un diametro di 23,739 km e un'albedo di 0,079.